# Catopsis wawreana
Catopsis wawreana är en gräsväxtart som beskrevs av Carl Christian Mez. Catopsis wawreana ingår i släktet Catopsis och familjen Bromeliaceae. Inga underarter finns listade i Catalogue of Life.